# 大同街道 (成都市)
大同街道，原为大同镇，是中华人民共和国四川省成都市青白江区下辖的一个乡镇级行政单位。2019年12月，撤销祥福镇、大同镇、龙王镇、红阳街道，设立大同街道。大同街道办事处驻同心大道388号。

## 行政区划
大同街道下辖以下地区：
一心社区、红光社区、新峰社区、同福村、界牌村、青龙村、五里村和西林村。